# And Then There Were None (serie de televisión)
And Then There Were None (en España: Diez negritos) es una miniserie de televisión de tres episodios, emitida en el canal BBC One entre el 26 y el 28 de diciembre de 2015. Es una adaptación de la novela homónima Diez negritos, escrita por Agatha Christie.
La serie se realizó para conmemorar el 125 aniversario del nacimiento de Agatha Christie.

## Sinopsis
En 1939, ocho personas, sin ninguna relación entre sí, son invitadas a través de diversos pretextos a la Isla Soldier, un apartado islote de la costa de Devon en el que solo existe una gran mansión. Cuando llegan allí, sus misteriosos anfitriones, el señor y la señora U. N. Owen, están ausentes, pero son recibidos por los sirvientes, el matrimonio Rogers, que hacen las funciones de mayordomo y cocinera respectivamente. Sin ninguna comunicación con la costa, los diez ocupantes de la isla son acusados uno a uno en una grabación de haber cometido un terrible crimen en el pasado. Cuando empiezan a morir uno a uno, los acusados llegan a la conclusión de que hay un asesino entre ellos.

## Reparto
- Douglas Booth - Anthony Marston: acusado de atropellar a dos niños, John y Lucy Combes, por conducir temerariamente, algo que él admite.
- Charles Dance - Juez Lawrence Wargrave: acusado de condenar a muerte en la horca a un hombre inocente.
- Maeve Dermody - Vera Claythorne: acusada de dejar morir a un niño a su cargo, Cyril Hamilton, permitiéndole nadar lejos de la orilla esperando que se ahogara y que su amante, el tío del niño, se convirtiera en el nuevo heredero de la familia.
- Burn Gorman - William Blore: acusado de matar de una paliza a un homosexual en un calabozo.
- Sam Neill - General John MacArthur: acusado de matar a su subordinado al descubrir que era el amante de su esposa.
- Miranda Richardson - Emily Brent: acusada de provocar el suicidio de su doncella al despedirla por quedarse embarazada.
- Toby Stephens - Dr. Edward Armstrong: acusado de matar a una mujer por operarla estando borracho.
- Noah Taylor y Anna Maxwell Martin - Thomas y Ethel Rogers: acusados de asesinar a la mujer para la que trabajaban para acceder a su herencia.
- Aidan Turner - Philip Lombard: acusado de matar a 21 hombres en África a cambio de diamantes.

## Diferencias con la novela original
- En la novela, todos los invitados llegan juntos a la isla en barca, excepto el Dr. Armstrong, que llega más tarde y por separado. En la serie, Emily Brent y Anthony Marston llegan antes que los demás. Además, Marston no es adicto a la cocaína en la novela.
- Edward Seton, el hombre al que el juez Wargrave condena a la horca por crímenes que supuestamente no cometió (pero que resulta ser realmente culpable), en el libro es ejecutado por asesinar a su casera para quedarse con su dinero. En la serie, Wargrave menciona que Seton asesinó a una serie de personas creyendo que hacía un favor al mundo al deshacerse de ellas.
- En el libro, Blore es acusado de haber cometido perjurio, haciendo que enviaran a un hombre inocente a prisión, donde murió. En la serie es acusado de haber golpeado a un homosexual hasta matarlo. En el libro, Blore es asesinado de un golpe en la cabeza con un reloj de mármol en forma de oso arrojado desde una ventana. En la serie es apuñalado y envuelto en una piel de oso.
- En el libro, Emily Brent es asesinada con una inyección de cianuro, y el asesino suelta una abeja en la habitación para completar la rima del poema. En la serie, tras ser sedada con un somnífero que el asesino pone en su café, como en la novela, es apuñalada con una de sus agujas de punto, que lleva sus iniciales, "EB", lo que suena fonéticamente como a bee ("una abeja" en inglés). En la novela, la doncella de Emily Brent se suicida arrojándose a un río, mientras que en la serie se lanza delante de un tren en marcha. También, en la serie se sugiere una posible atracción de Emily Brent hacia su doncella, algo que no ocurre en la novela.
- En la novela, el matrimonio Rogers es acusado de haber dejado morir a la mujer anciana para la que trabajaban no administrándole las medicinas que necesitaba, para acceder a su herencia. En la serie, la asesinan asfixiándola con una almohada. En la novela, la señora Rogers muere por una sobredosis de hidrato de cloral que el asesino echa en su vaso de brandy aprovechando la confusión generada por la grabación acusadora, mientras que en la serie se sugiere que esta sobredosis se le administra en su habitación. En el libro, el señor Rogers es asesinado de un hachazo en la cabeza, mientras que en la serie muere destripado de un hachazo en el vientre.
- En el libro, tras descubrir el cadáver del mayordomo Rogers, Vera cae en un estado de histeria mientras se pregunta cómo hará el asesino para escenificar el siguiente verso del poema, que habla de una colmena, cuando no hay ninguna colmena ni abejas en la isla, y el Dr. Armstrong le da un golpe en la cara para calmarla. En la serie ocurre al contrario.
- En el libro, el general MacArthur envía a su subordinado y amante de su esposa Arthur Richmond a una misión suicida en la que su muerte era casi segura. En la serie lo mata él mismo de un disparo por la espalda. En la serie, MacArthur es asesinado de un golpe en la cabeza con un telescopio, mientras que en la novela es golpeado con un objeto no mencionado.
- En el libro, Philip Lombard es responsable de la muerte de 21 hombres en África Oriental al abandonarlos en el desierto y robarles las provisiones y suministros, algo que Lombard no niega tras ser acusado de ello en la grabación. En la serie, es acusado de haber matado a esos hombres para conseguir diamantes.
- La bacanal que tiene lugar en el tercer episodio no ocurre en el libro.
- En el libro no hay ningún romance entre Vera y Lombard ni mantienen relaciones íntimas.
- En el libro, Vera se ahorca en un estado de trance tras matar a Lombard de un disparo, y nunca descubre la identidad de "U. N. Owen", y el lector descubre solo en el epílogo que Owen era Wargrave. En la serie, Wargrave entra en la habitación cuando Vera se dispone a ahorcarse, explica sus acciones y motivaciones y anuncia que piensa suicidarse y crear un misterio irresoluble. Vera intenta negociar con él para salvar su vida, pero Wargrave retira la silla sobre la que ella está apoyada, haciendo que muera ahorcada.
- La muerte de Wargrave es muy diferente en la novela y en la serie. En la novela, Wargrave se suicida en su habitación de manera que parezca que ha sido asesinado, disparándose en la frente con el revólver atado a un cordel, haciendo que salga despedido hacia atrás tras ser disparado. En la serie, tras matar a Vera, Wargrave va al salón, donde dispone dos lugares en la mesa, uno para él y otro para "U. N. Owen". A continuación se dispara bajo la barbilla, y el retroceso del revólver hace que salga despedido hacia atrás y caiga en el otro lugar dispuesto en la mesa.
- En la novela, tras las muertes y el descubrimiento de los cadáveres, dos policías discuten el caso y se ven incapaces de resolverlo. Posteriormente, se encuentra la confesión escrita del asesino en una botella que es recogida por las redes de un barco pesquero, resolviéndose así el misterio. Nada de esto ocurre en la serie.

## Episodios
| N.º | Título       | Dirigido por   | Escrito por  | Fecha de emisión original |
| --- | ------------ | -------------- | ------------ | ------------------------- |
| 1 | «Episodio 1» | Craig Viveiros | Sarah Phelps | 26 de diciembre de 2015   |
| En un caluroso día de agosto de 1939, ocho personas llegan a la Isla Soldier, habiendo sido invitados supuestamente por viejos amigos o por los dueños de la isla, el matrimonio Owen. Los anfitriones no se encuentran allí, pero son recibidos por el personal de servicio, el matrimonio Rogers. Cada uno de los invitados encuentra una copia del poema "Diez soldaditos" colgada en la pared de su habitación, y también observan un centro de mesa formado por diez pequeñas figuras de jade en la mesa del salón. Tras la cena, el señor Rogers, tal como se le ordenó, pone un disco en un gramófono, el cual reproduce una grabación en la que se acusa uno a uno a los invitados y también a los señores Rogers de ser responsables de la muerte de alguna persona o personas en el pasado, por lo que no fueron castigados. Uno de los invitados resulta ser un impostor bajo una falsa identidad, y en realidad es un detective llamado Blore. Todos ellos niegan las acusaciones, excepto dos, Philip Lombard y Anthony Marston. Este último muere envenenado con cianuro en su bebida, de manera similar a lo que dice la primera estrofa del poema. Al día siguiente, la señora Rogers aparece muerta en su cama, por causas desconocidas (aunque el doctor Armstrong lo atribuye a una sobredosis de somníferos), al igual que lo que dice la segunda estrofa del poema. Vera Claythorne muestra al doctor Armstrong que dos figuras de la mesa del salón han desaparecido.     |              |                |              |                           |
| 2 | «Episodio 2» | Craig Viveiros | Sarah Phelps | 27 de diciembre de 2015   |
| El envenenamiento de las dos víctimas arroja las sospechas sobre el doctor Armstrong, cuyo maletín es registrado. Mientras se inicia una búsqueda por la isla del misterioso "U. N. Owen", las acusaciones empiezan a salir a la luz: Philip Lombard confirma que mató a 21 hombres de una tribu africana a cambio de una recompensa en diamantes, Emily Brent recuerda el triste pasado de su doncella Beatrice Taylor, y el general MacArthur enloquece atormentado por la culpa de haber matado a su subordinado, Arthur Richmond, al descubrir que era el amante de su esposa. Después de que el general es asesinado de un golpe en la cabeza con un telescopio, los siete que quedan vivos se dan cuenta de que quien les haya atraído hasta allí quiere hacerles pagar por sus supuestas culpas. Wargrave expone la teoría de que las invitaciones han sido una trampa y que el asesino es uno de ellos. Después de que el mayordomo Rogers aparezca destripado con un hacha y Emily Brent apuñalada con una de sus agujas de costura, los cinco supervivientes se unen para registrar todas las habitaciones y desenmascarar al asesino. |              |                |              |                           |
| 3 | «Episodio 3» | Craig Viveiros | Sarah Phelps | 28 de diciembre de 2015   |
| De las diez personas que había inicialmente en la isla, solo cinco quedan vivas. Tras un momento de confusión, el juez Wargrave aparece muerto aparentemente de un disparo en la cabeza, y vestido de magistrado para cumplir el verso del poema. Los cuatro restantes se sumergen en una bacanal demente con alcohol y drogas. Durante la noche, el doctor abandona la casa, haciendo que los demás crean que es el asesino. Los otros tres tratan de hacer señales de socorro, pero Blore es sorprendido por el asesino llevando una piel de oso, y muere apuñalado. Posteriormente, el cadáver del doctor Armstrong aparece arrastrado por la marea, quedando vivos únicamente Vera y Philip. Vera consigue engañar a Lombard y robarle la pistola. Cuando él trata de recuperarla, ella le dispara y lo mata. Vera vuelve a su habitación, donde encuentra una cuerda con un nudo corredizo colgada del techo. Vera, en un estado de trance, se dispone a ahorcarse. En ese momento, Wargrave entra en la habitación, vivo, y revela cómo quiso crear un misterio irresoluble y castigar a personas culpables. Vera intenta negociar con Wargrave, pero él retira la silla en la que ella está apoyada, dejándola morir. Wargrave vuelve al salón, donde dispone la mesa para dos, carga la última bala en el revólver y se dispara. El retroceso del revólver hace que salga despedido y caiga en el otro lugar de la mesa, creando un misterio irresoluble, como Wargrave había planeado. |              |                |              |                           |

## Producción
La adaptación de And There Were None fue encargada por los ejecutivos de la BBC Ben Stephenson y Charlotte Moore para conmemorar el 125 aniversario del nacimiento de Agatha Christie. Fue producida por Mammoth Screen en colaboración con Agatha Christie Productions.
El rodaje se inició en julio de 2015, con el reparto ya revelado, bajo la dirección de Craig Viveiros y con guion de Sarah Phelps. Tuvo lugar en varias zonas de Cornualles, que se utilizaron para las escenas del puerto y la playa, y una mansión del distrito de Hillingdon, en el Gran Londres, que sirvió como localización de la mansión de la isla.